# Al-Raed
al-Raed FC (arabisch نادي الرائد, DMG Nādī r-Rāʾid) ist ein in Buraida ansässiger Fußballverein. Der Verein bestreitet seine Heimspiele im King Abdullah Sport City Stadium, das er sich mit dem Stadtrivalen al-Taawoun teilt.

## Geschichte
Der Verein konnte sich 1986/1987 für die Premier League Saudi-Arabiens (damals höchste Spielklasse) qualifizieren. Damit stellte er die erste Mannschaft der Provinz al-Qasim, die an der saudischen Premier League teilnahm. Das Team wiederholte den Aufstieg (nach den jeweiligen Abstiegen) in die Premier League Ende 1989, 1992, 1998, 2002 und 2007 und war damit eine klassische Fahrstuhlmannschaft. Seit 2008 hat sich der Verein in der obersten Spielklasse etablieren können.

## Bekannte Spieler
- Kamil Zayatte (2015–2016)
- Marcos Pizzelli (2016)
- Ferhan Hasani (2018–2019)
- Arnaud Djoum (2019–2021)
- Marko Marin (2021)
- Christian Atsu (2021–2022)
- Éder (2021–)

## Bekannte Trainer
- Besnik Hasi (2018–2021)